# Вулкан (ракетний двигун)
Вулкан (фр. Vulcain) — сімейство кріогенних ракетних двигунів першого ступеня РН «Аріан-5» Європейського космічного агентства.

## Історія
Розвиток РРД «Vulcain» було розпочато в рамках європейського співробітництва зі створення РН «Аріан-5» в 1988 році. Перше використання в складі ракети-носія відбулося в 1996 році в ході невдалого польоту РН «Аріан-5», в якому двигун відпрацював без зауважень і не був причиною аварії, перше успішне використання відбулося в 1997 році. У 2002 році з'явилася модифікація РРД «Vulcain 2» зі збільшеною на 20 % тягою, перший політ якого був невдалим через проблеми з РРД. Причиною аварії, за висновком слідчої комісії, було навантаження в польоті, що перевищили очікувані значення. Результатом стала зміна конструкції сопла, посилення структури і поліпшення ситуації з температурним режимом, збільшення охолоджуючого потоку водню і застосування теплового ізолятора на оберненій до полум'я стороні охолоджуючих трубок з метою скорочення теплового навантаження. Перший успішний політ частково переконструюваного РРД «Vulcain 2» відбувся в 2005 році в ході старту 521.

## Опис
РРД «Vulcain» є кріогенним двигуном відкритого циклу на компонентах водень і кисень, камера згоряння використовує концепцію «внутрішньостінних каналів» (англ. tube wall) в якій надходження палива і окислювача здійснюється за багатьом трубках, вигнутих за формою камери згоряння. Для охолодження нижньої частини сопла використовуються генераторний газ. РРД «Vulcain» призначені для використання на першому місці РН " Аріан-5 " EPC (Основна кріогенна ступінь) і забезпечують 8 % від загальної тяги при старті. Частина тяги забезпечується твердопаливними прискорювачами. Тривалість роботи РРД становить 600 секунд в обох конфігураціях, висота становить три метри, діаметр — 1,76 метра і вагу становить 1 686 кг. Тяга РРД «Vulcain 2» складає 137 кгс.. Кисневий насос обертається зі швидкістю 13 600 об/хв (3 МВт), водневий — 34 000 об/хв (12 МВт). Під час роботи двигуна через нього проходить в загальному 235 кг/с, з яких 41,2 кг/с припадає на водень. Перезбагачення паливної суміші воднем проводиться для поліпшення питомої імпульсу РРД «Vulcain».
Основний постачальник комплектуючих — Snecma Moteurs (Франція), яка також постачає турбонасос для рідкого водню. Насос для рідкого кисню поставляється Avio (Італія), газові турбіни для постачання енергією насосів і сопла розроблені Volvo (Швеція).

## Майбутній розвиток

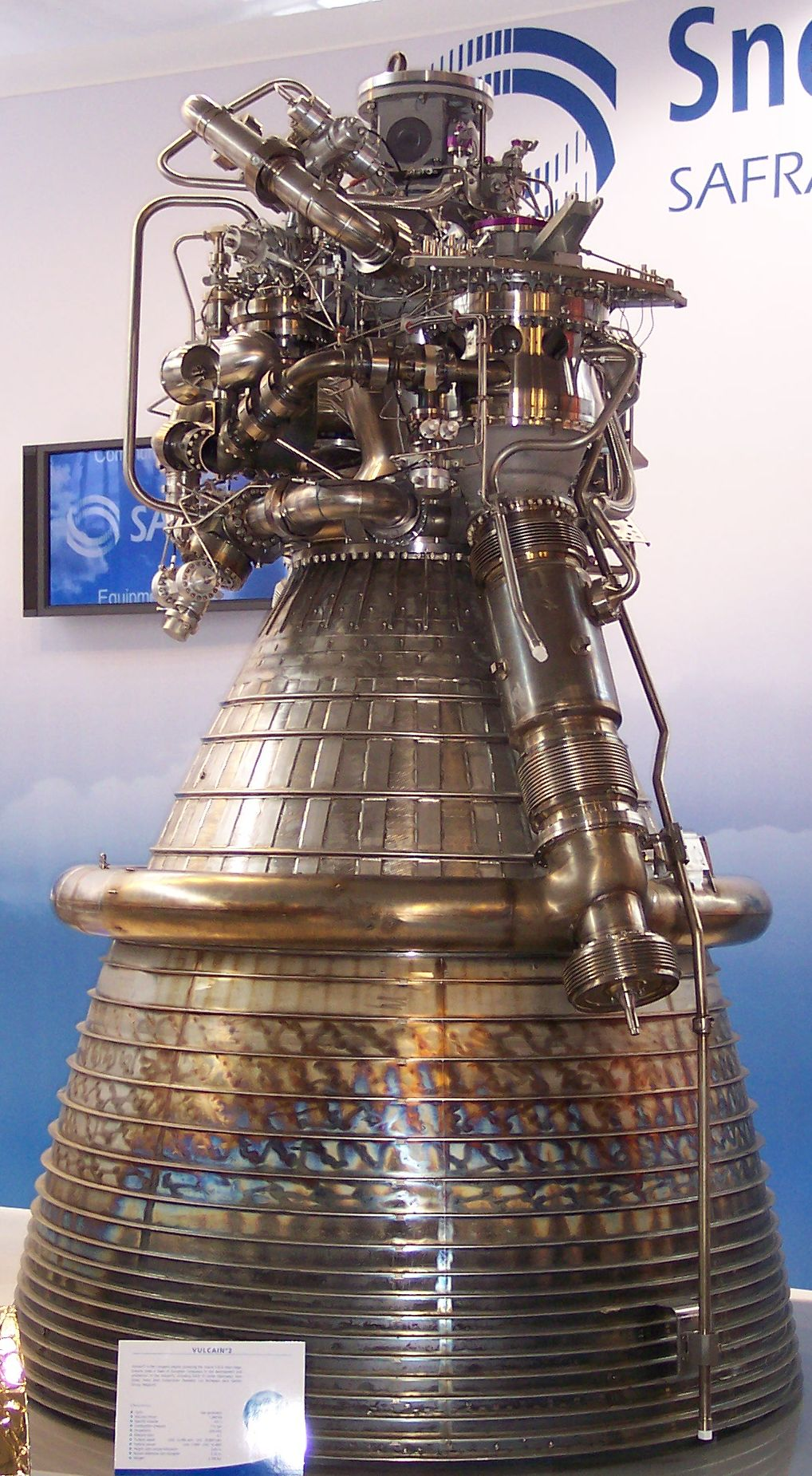
Перспективний РРД «Вулкан-2» в музеї

Незважаючи на те, що різні пропозиції з модернізації двигуна мали місце, досить тривалий час не існувало програми розвитку останньої версії двигуна. Поява програми модернізації РРД швидше за все пов'язано із завершенням пакета поставки 30 РН « Аріан-5 ECA» в травні 2004 року. 17 червня 2006 року Volvo Aero анонсувала на весну 2008 року проведення випробувань варіанта двигуна з соплом, яке виконано за технологією «шарування». Перспективний двигун «Vulcain 2» буде забезпечений сопловою насадкою для збільшення його ефективності в верхніх шарах атмосфери.